# 特里费尔斯山麓安韦勒
特里费尔斯山麓安韦勒（德語：Annweiler am Trifels，發音：[ˈanvaɪlɐ ʔam ˈtʁiːfɛls] ⓘ）是德国莱茵兰-普法尔茨州南魏恩施特拉瑟县的城市，面积17.89平方千米，2023年12月31日人口为7,249人。

## 名称
《世界地名翻译大辞典》与《世界地名译名词典》将其译作“特里费尔斯山麓安韦勒”，然而“特里费尔斯”为一城堡名而非山名。

## 友好城市
特里费尔斯山麓安韦勒与以下城市结为友好城市：
- 法國 昂贝尔
- 義大利 戈尔贡佐拉